# Wim Duisenberg
Willem Frederik Duisenberg (9 de julio de 1935 - 31 de julio de 2005) fue un banquero y político neerlandés. Como primer presidente del Banco Central Europeo, entre 1998 y 2003, fue uno de los artífices de la introducción de la moneda común europea, el euro, en once países en el año 2002.

## Biografía
Duisenberg nació en la ciudad frisona de Heerenveen. Estudió Economía en la Universidad de Groninga, especializándose en relaciones económicas internacionales. En 1965, obtuvo el título de doctorado, con una tesis sobre "Las Consecuencias Económicas del Desarme".Fue Profesor de Economía en la Universidad de Ámsterdam y  profesor honorario de la Universidad de Groningen en Zelandia.
Duisenberg trabajó durante años para el Fondo Monetario Internacional en Washington, tras lo cual volvió a su país para incorporarse a De Nederlandsche Bank, el banco central neerlandés, como asesor del director. Posteriormente, enseñó macroeconomía en la Universidad de Ámsterdam.
De 1973 a 1977, Duisenberg fue Ministro de Finanzas en el gobierno del primer ministro Joop den Uyl. Poco después, renunció a su escaño en el parlamento para convertirse en vicepresidente del banco privado Rabobank. Dos años después, fue nombrado director de De Nederlandsche Bank, del que pasó a ser presidente entre 1982 y 1997.
Su etapa al frente del banco central de su país estuvo marcada por la cautela. Bajo su dirección, el tipo de cambio del florín neerlandés estuvo vinculado al del marco alemán, lo cual benefició a la economía neerlandesa, dada la fortaleza de la divisa alemana. Su seguimiento atento a los cambios en la política alemana de tipos de interés le valió el sobrenombre de "Señor Quince Minutos" (o "Cinco Segundos", según algunas fuentes), por la rapidez con que reproducía en los Países Bajos las decisiones del Bundesbank, el banco central de Alemania.
Debido al éxito de su política monetaria, se hizo conocido en otros países europeos, y esto condujo a su nombramiento en 1998 como primer presidente del Banco Central Europeo en Fráncfort del Meno. Su elección fue mal recibida en Francia, cuyo gobierno había presionado para que el cargo recayera en un candidato francés. Por ello, se alcanzó una solución de compromiso por la cual Duisenberg ocuparía el cargo por al menos cuatro años, al cabo de los cuales el francés Jean-Claude Trichet, director del Banco de Francia, le sucedería. 
Duisenberg anunció que se retiraría el 9 de julio de 2003, en su 68.º cumpleaños, pero permaneció en el cargo hasta el momento en que Trichet fue exonerado de los cargos de fraude por los que había sido juzgado en relación con la quiebra del banco francés Credit Lyonnais. Trichet asumió la presidencia del BCE el 1 de noviembre de 2003.
Duisenberg estaba casado con la activista neerlandesa Gretta Duisenberg, que llevó adelante un plan de recogida de seis millones de firmas en Europa en protesta por la política israelí en los territorios ocupados.
Duisenberg falleció el 31 de julio de 2005 a la edad de 70 años, cuando se ahogó en su piscina al sufrir un ataque cardiaco, mientras veraneaba en su casa de Faucon cerca de Orange en Francia.